# Kontingent
|  | Wiktionary har en ordboksartikel om kontingent. |

Kontingent, av latinets contingo, gränsande till, beröra, tillkomma, är ett filosofiskt, ofta logiskt eller ontologiskt begrepp; villkorlig, tillfällig; motsats till nödvändig och essentiell. Vanligen i definitioner av sanning och vara. 
Något som är kontingent är inte en nödvändig del av ett väsen eller en utsaga. Exempel: Begreppet lamm förstås normalt som "en fyrfota varelse med ull"; generellt är ullen nödvändig så till vida att för att vara lamm måste lammet kunna ha ull, men specifikt är ullen kontingent, för man kan klippa lammet utan att det upphör vara lamm. 
Under 1900-talet har det framkommit ett behov att definiera vad som är en nödvändig del av konstens, genrers och upphovsmannens väsen, och vad som kan betraktas som kontingent. Så har till exempel diktsamlingar kallats dramer, och fabrikstillverkade vardagsföremål ställts ut som utställares egna konstverk. I anslutning till detta har konstnärer i betydligt högre grad än förr uttryckt sin estetik och försvarat den.
En kontingent sanning kan emotsägas utan att den upphör vara sanning, ofta för att det är fråga om egenskaper.